# Kaimon-dake
Der Kaimon-dake (jap. 開聞岳) ist ein Schichtvulkan von 924 m Höhe in der Nansatsu-Vulkangruppe auf dem Verwaltungsgebiet von Ibusuki im südlichen Kyūshū (Japan). Der letzte Ausbruch erfolgte im Jahr 885. 
Der Vulkan, der wegen seiner Symmetrie mit Bezug auf den weltweit bekannten Berg Fuji auch als Satsuma-Fuji (薩摩富士) bezeichnet wird, gehört zu den „Hundert berühmten Bergen Japans“ (Nihon hyakumeizan). Er ist Teil des Kirishima-Yaku-Nationalparks.
Eine alternative Schreibweise des Namens ist 海門岳 mit der Bedeutung „Meerestor-Gipfel“, da er am Ausgang der Kagoshima-Bucht zum Ostchinesischen Meer liegt. Am Fuße des Berges liegt der Hirakiki-Schrein, der frühere Erste Schrein von Satsuma, und auch der Berg wurde Hirakiki-dake (枚聞岳) genannt.

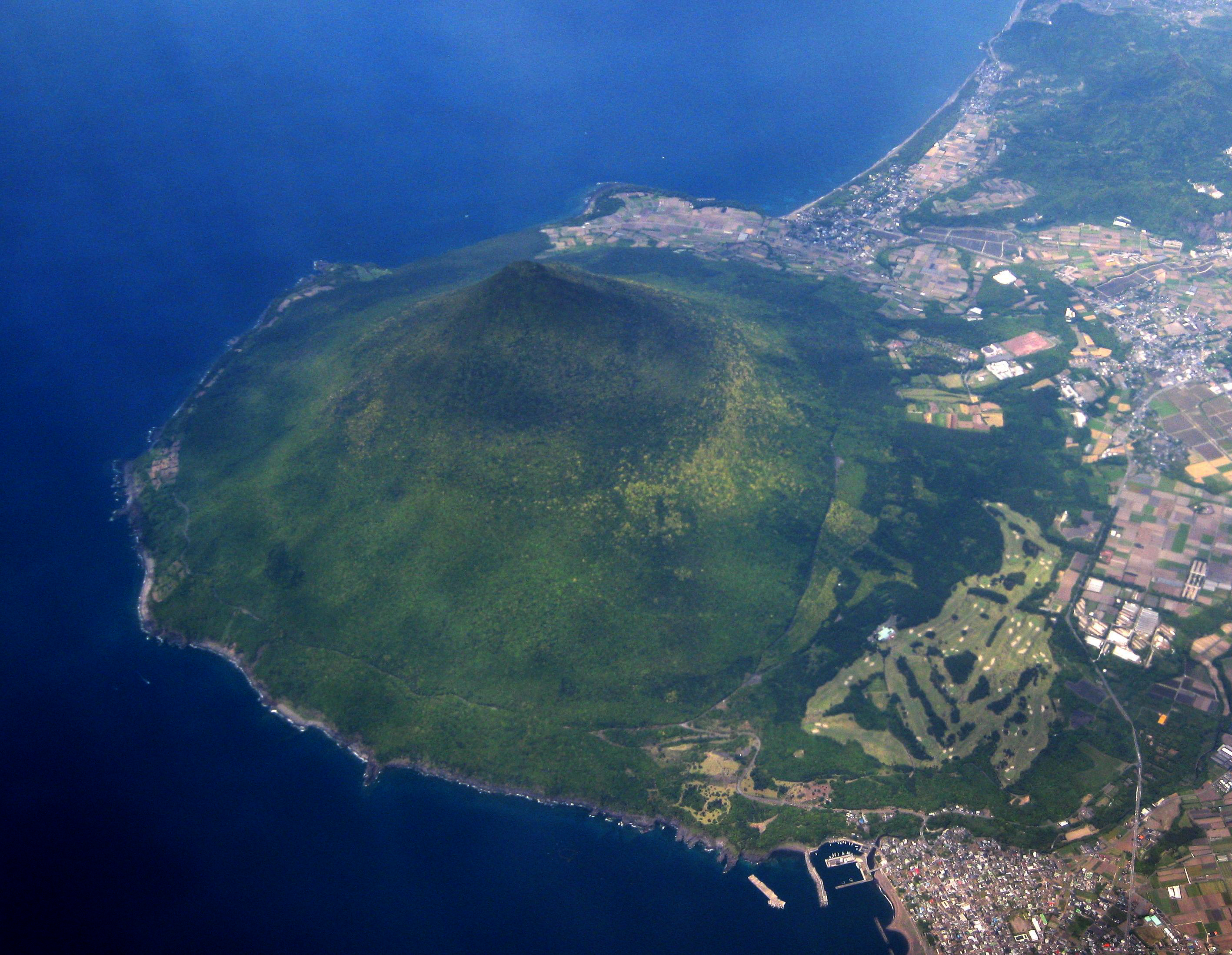
Luftbild
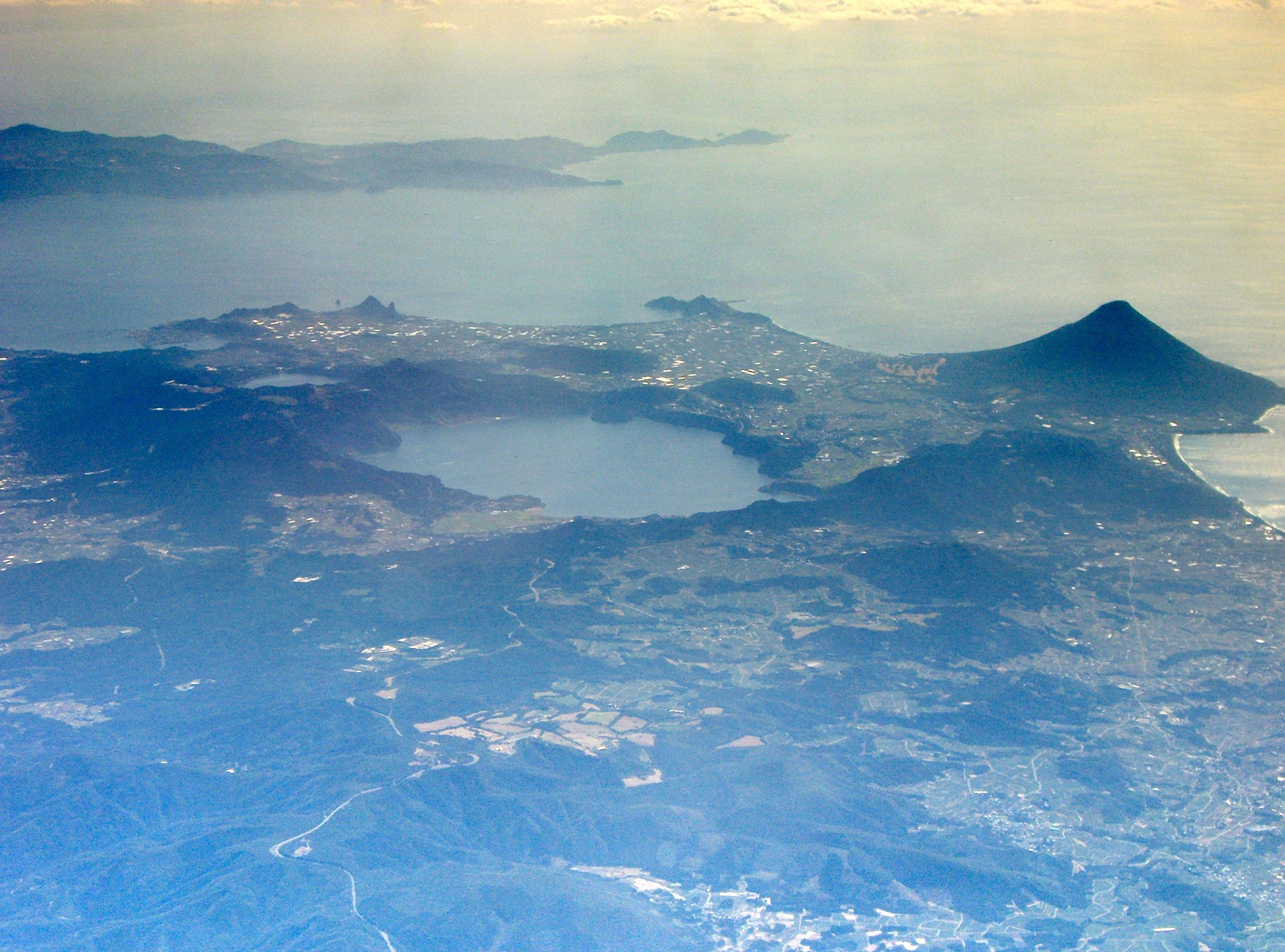
Der Kaimon-dake (rechts), Ikeda-See (mittig) und Ausgang der Kagoshima-Bucht (links)